# 福井県道186号神明停車場線
福井県道186号神明停車場線（ふくいけんどう186ごう しんめいていしゃじょうせん）は、福井県鯖江市神明町に起終点が存在する一般県道である。福井県道229号福井鯖江線を介して国道と駅を結ぶ。

## 路線概要
神明駅西口と国道417号を結ぶ役割を担う県道である。終点の神明駅交差点から福井県道229号福井鯖江線（泰澄通り）を経由して糺町交差点で国道417号と接続する。また終点の神明駅交差点で南北に交差する道路（つつじ通り）は旧国道8号で、後に国道417号に指定されていたが、2017年（平成29年）3月31日に国道417号の道路網が変更されたことから、現在は鯖江市道（北野西1号線・有定鳥羽線）となっている。

### 路線データ
福井県条例規則集に基づく起終点および重要な経過地は次のとおり。
- 起点：福井県鯖江市神明町（神明停車場）
- 終点：同市神明町一丁目（神明駅交差点）
- 管理実延長：118 m[6]

## 道路状況
管理実延長118 mの路線。神明駅はそれほど利用が多い駅ではなく、地域住民しか利用しない駅であるため混雑もほとんど起きない。しかし終点の神明駅交差点と接続する福井県道229号福井鯖江線（泰澄通り）は鯖江市内のメインストリートとも言える地域にあるため、ここで若干時間を要することもある。

## 接続路線
- つつじ通り（鯖江市神明町一丁目・神明駅交差点）
- 福井県道229号福井鯖江線（鯖江市神明町一丁目・神明駅交差点）

## 沿線
- 福井鉄道福武線 神明駅